# Colonia Valtelina
Colonia Valtelina es una localidad situada en el departamento San Justo, provincia de Córdoba, Argentina.
Se encuentra ubicada a 15 km de la ruta provincial N.º 1 y se accede a la localidad por un camino ripiado.

## Historia
En 1886, César Visconti Venosta adquirió a Genaro Martínez la suerte N.º 69 serie "B" del departamento San Justo, de 10.200 hectáreas 7 centiáreas de superficie. Tres años más tarde, a los fines de acogerse a las prerrogativas de la Ley de Colonias, estableció en ella una Colonia a la que llamó "Valtelina". Destinó a villa un predio de un kilómetro cuadrado, dividido en sesenta manzanas y una plaza, de cuatro manzanas, en el centro, respondiendo a la cuadrícula tradicional española.
Si bien las tierras fueron vendiéndose y los colonos se radicaron en el lugar, la villa original no prosperó. Años más tarde, César Bianciotti -propietario del único almacén de ramos generales del lugar- compró, junto a su hermano Luis, aproximadamente 5 ha y formó el actual Pueblo Valtelina, cuyo plano fue aprobado el 29 de abril de 1941. El radio urbano estaba dividido en 120 lotes, los que fue vendiendo en cuotas.
En los primeros tiempos Colonia Valtelina formaba parte de las Colonias de Porteña; luego, hacia 1955, pasó a depender de la Municipalidad de La Paquita. Años después comenzaron las gestiones para lograr la autonomía vecinal y finalmente, el 9 de enero de 1964, se llamó a elecciones para constituir la primera Comisión Vecinal.

## Población
Cuenta con 220 habitantes (Indec, 2022), lo que representa un incremento del 15% frente a los 190 habitantes (Indec, 2010) del censo anterior.
| Gráfica de evolución demográfica de Colonia Valtelina entre 1991 y 2010 |
|                                                                         |
| Fuente: Censos nacionales del INDEC                                     |

## Educación
En los primeros años de la colonia, algunos maestros particulares dictaban clases en los domicilios de los propios alumnos. Con el correr del tiempo, surge la necesidad de crear una escuela pública. Luego de arduas gestiones, comenzó a funcionar, en 1935, en un edificio construido en el solar donado por Esteban Canello, 3 km al sudeste del pueblo, la Escuela Juan Bautista Alberdi. Debido a la escasa cantidad de niños que allí concurrían en la actualidad dejó de desarrollar actividades.
En 1953 nació la Escuela Dr. Nicolás Avellaneda, construida en terrenos donados por César Bianciotti, la cual, desde 1987 tiene incorporado el jardín de infantes homónimo.
Cuenta con un colegio secundario desde hace diez años, en sus inicios dependía del I.P.E.M 240 Santiago Carrizo de La Paquita, actualmente pertenece al I.P.E.M 326 Mariano Moreno de la Localidad de Freyre siendo su matrícula de setenta alumnos.

## Instituciones
En Colonia Valtelina opera una estafeta postal y un destacamento policial, que depende de la seccional de Brinkmann.
A nivel social, en 1980 surgió la entidad "Sede Social y Deportiva Valtelina", en cuyas instalaciones se llevan a cabo espectáculos y diversas manifestaciones sociales y culturales.
El "Club Atlético Independiente Valtelina", por su parte, dispone de un excelente campo de deportes iluminado, con los vestuarios y sanitarios correspondientes; su actividad principal es la práctica del fútbol.
El 27 de abril de 1996 se crea la Asociación de Bomberos Voluntarios de Colonia Valtelina, en la actualidad cuenta con 14 Bomberos, 5 Aspirantes Menores y un completo equipamiento para todo tipo de siniestros, entre ellos autobomba pesada para incendios forestales, cisterna con bomba para incendios de gran magnitud, unidad liviana de ataque rápido para incendios, unidad de rescate con grúa y unidad de transporte de personal.
Además posee un aula con capacidad de 45 cursantes para dar capacitación a bomberos, suboficiales y oficiales con Instructores avalados por el CCP de la Federación de BBVV de la Pcia. de Córdoba. 
Personal de bomberos altamente capacitados y atienden a los diversos departamentos que posse la Federación..

## Economía
La población estable de la Colonia se dedica casi exclusivamente a tareas rurales: agricultura, ganadería y tambos.
Como actividad principal la agricultura.
En 1934 se instaló la primera fábrica láctea, dedicada a extraer caseína. Como consecuencia de la crisis económica y a pesar de las arduas negociaciones de los productores tamberos, esta fábrica cerró sus puertas en 1983.
Algunos años después se constituyó la Cooperativa de Tamberos Valtelina Ltda. la que, como todas las de la región, en 1943 pasó a ser filial de la entidad de segundo grado, "Cooperativas Unidas Fábrica de Manteca de Sunchales", hoy "Sancor CUL".
Para atender las necesidades de la comunidad, en la actualidad desarrollan actividades diversos comercios y servicios: almacén de ramos generales, proveeduría, despensa, carnicería, panadería, bares, verdulería y sodería; tiendas, peluquerías y zapatería. Relacionados con el sector productivo, existe dos talleres mecánicos, una veterinaria, una semillería, una limpiadora de granos y varios contratistas de trilla.

## Religión
Como no existía un templo, en los primeros tiempos los colonos eran asistidos por el sacerdote de Porteña, quien celebraba misa en la sede de la "Administración". Posteriormente, a fines de la década del '30, la familia Lorenzatti donó un terreno y en él se construyó una pequeña capilla.
El actual edificio, inaugurado el 13 de marzo de 1960, se debe al accionar de un grupo de vecinos que hacia 1957 se constituyeron como "Comisión pro templo" y comenzaron a trabajar con ese fin. El constructor fue Lucas Bongiovanni, oriundo de Altos de Chipión, bajo la supervisión del Ing. Danilo D.S.Baili, de la ciudad de Morteros.
El altar fue restaurado en su totalidad y bendecido solemnemente el 8 de septiembre de 2001, fecha en que se celebran las fiestas patronales, con misas, procesión con la imagen de la Virgen Niña y diferentes actos sociales y culturales.